# Rakitovec
 Rakitovec  falu Horvátországban Zágráb megyében. Közigazgatásilag Velika Goricához tartozik.

## Fekvése
Zágráb központjától 22 km-re, községközpontjától 8 km-re délkeletre a Túrmező síkságán, a Száva-Odra csatorna mellett fekszik. 

## Története
A település egy a horvátban rakitának nevezett fűzfajtáról (salix purpurea) kapta a nevét. Határa egykor különösen gazdag volt ebben a növényben. 
1225-ben IV. Béla még szlavón hercegként a zágrábi várhoz tartozó egyes jobbágyokat nemesi rangra emelt, akik mentesültek a várispánok joghatósága alól és a zágrábi mező (Campi Zagrabiensis) nemeseinek közössége, azaz saját maguk által választott saját joghatóság (comes terrestris) alá kerültek. Az így megalakított Turopljei nemesi kerülethez tartozott Rakitovec is. Ezen belül közigazgatásilag a Polje járás egyik judikátusának székhelye volt. Első írásos említése a 14. század első felében történt. 
A falu és környéke a 16. századtól sokat szenvedett a gyakori török támadások miatt. Amikor 1592-ben Hasszán boszniai pasa végigpusztította a Túrmezőt és mintegy 35000 lakost hurcolt rabságba számos ősi túrmezei család pusztult ki és nem maradt egyetlen ép falu sem. A török veszély megszűnése annak a nagy győzelemnek köszönhető, melyet az egyesült  horvát és császári sereg 1593. június 22-én Sziszeknél aratott a török felett. 
1857-ben 276, 1910-ben 488 lakosa volt. Trianon előtt Zágráb vármegye Nagygoricai járásához tartozott. 2001-ben 567 lakosa volt. Rakitovec ma egyike azoknak a településeknek, ahol a mezőgazdasági életmódról a városias életmódra állnak át. Ennek fő oka Velika Gorica városának közelsége.

## Lakosság
| Lakosság változása | Lakosság változása | Lakosság változása | Lakosság változása | Lakosság változása | Lakosság változása | Lakosság változása | Lakosság változása | Lakosság változása | Lakosság változása | Lakosság változása | Lakosság változása | Lakosság változása | Lakosság változása | Lakosság változása |
| ------------------ | ------------------ | ------------------ | ------------------ | ------------------ | ------------------ | ------------------ | ------------------ | ------------------ | ------------------ | ------------------ | ------------------ | ------------------ | ------------------ | ------------------ |
| 1857               | 1869               | 1880               | 1890               | 1900               | 1910               | 1921               | 1931               | 1948               | 1953               | 1961               | 1971               | 1981               | 1991               | 2001               |
| 276                | 324                | 299                | 342                | 473                | 488                | 480                | 577                | 707                | 742                | 638                | 608                | 608                | 556                | 567                |

## Nevezetességei
Szent Péter és Pál apostolok tiszteletére szentelt temploma a vukovinai plébánia filiája.

## Külső hivatkozások
- Velika Gorica hivatalos oldala
- Velika Gorica turisztikai egyesületének honlapja
- A Túrmező honlapja